# 김천 직지사 대웅전 수미단
김천 직지사 대웅전 수미단(金泉 直指寺 大雄殿 須彌壇)은 대한민국 경상북도 김천시 대항면, 직지사에 있는 조선시대의 불단이다. 2015년 3월 4일 대한민국의 보물 제1859호로 지정되었다.

## 개요
김천 직지사 대웅전 수미단은 ‘順治八年辛卯四月 大雄殿 黃岳山 直指寺’라는 1651년 墨書記가 확인됨으로써 대웅전의 중건과 함께 제작된 17세기 중반을 대표하는 목조 불단이다. 1668년 작품으로 보이는 삼존불상과 벽화·단청, 그리고 1744년 삼존후불탱화와 함께 예배대상과 한 세트를 이루며 조성된 점에서 조선후기 불전 건축의 내부 장엄을 한 눈에 살펴 볼 수 있는 귀중한 예이다.
17세기 중반의 대표적인 편년 자료인 동시에 조선 후기 수미단에서 볼 수 없는 다양한 소재와 문양들을 디오라마식으로 장식한 점이라던가 내부에 조각된 고부조의 투각과 화려한 채색법을 통해 조선후기 목공예의 진수를 보여주는 귀중한 자료로 평가된다. 특히 수미단의 장엄과 조각적인 면에 있어 은해사, 운문사, 파계사, 운흥사 등 장엄형 수미단의 계보 형성에 있어 가장 첫머리에 둘 수 있는 당시 불교 목조각의 최고의 정수를 보여준다.

## 같이 보기
- 김천 직지사 대웅전

## 참고 자료
- 김천 직지사 대웅전 수미단 - 국가유산청 국가유산포털